# Ван Сянькуй
Ван Сяньку́й (р. 1952, пров. Хэбэй), глава парткома провинции Хэйлунцзян (2013—2017), до этого её губернатор (2010—2013), член ЦК КПК с 2012 года (кандидат с 2007 года).
Член КПК с 1974 года, член ЦК КПК 18 созыва (кандидат 17 созыва). Депутат ВСНП.

## Биография
Окончил Восточнокитайский университет Цзяотун (бакалавр).
С апреля 2003 года по октябрь 2006 года замглавы парткома провинции Ганьсу, ректор провинциальной партшколы.
С октября 2006 года по август 2010 года замглавы парткома провинции Цзянси, ректор провинциальной партшколы.
В 2010 году вице-губернатор, с 9 ноября 2010 года по 25 марта 2013 года губернатор и замглавы парткома провинции Хэйлунцзян (Северо-Восточный Китай).
20 марта 2013 года глава Хэйлунцзянского провинциального парткома, с июня 2013 года также избран председателем Постоянного комитета СНП провинции.